# Махджуб, Джавад
Джавад Махджуб (перс. جواد محجوب‎; род. 26 мая 1991, Мешхед) — дзюдоист, выступавший за Иран в весовой категории до 100 килограммов. Участник Олимпийских игр.
Во время выступления за Иран стало известно, что Махджуб проигрывал бои, чтобы не попадать на израильских спортсменов. Как известно, политика Ирана предписывает дзюдоистам не выходить на поединки против спортсменов Израиля, а такая практика грозит стране дисквалификацией национальной федерации, в связи с чем иранцы проигрывают заранее, чтобы не попасть на израильского спортсмена.
В данный момент Махджуб бежал в Канаду и получил статус беженца.

## Биография
Джавад Махджуб родился 26 мая 1991 года в Мешхеде.
Получил образование в Мешхедском университете имени Фирдоуси.
Владеет курдским, персидским и английским языками.

## Карьера
Начал заниматься дзюдо в 2007 году в Ченаране. Спортивным кумиром Махджуба является олимпийский чемпион Косэй Иноуэ.  
Он выступал за Иран на Азиатских играх 2010 года в Гуанчжоу, где занял седьмое место. На чемпионате мира 2011 года он достиг стадии четвертьфиналов. На чемпионате Азии 2012 года в Ташкенте завоевал серебро. Также принимал участие на Кубке мира 2012 года в Праге.
Махджуб признался в интервью 2011 года иранской газете, что сдал матч против немецкого дзюдоиста, чтобы избежать соревнований с израильским дзюдоистом Ор Сассоном на ташкентском этапе Кубка мира в сентябре 2011 года в Узбекистане. Он сказал следующее: «Если бы я отказался соревноваться с израильтянином, они бы приостановили действие нашей федерации дзюдо на четыре года».
На летних Олимпийских играх 2012 года в Лондоне (где ему, возможно, пришлось столкнуться с израильским дзюдоистом Ариэлем Зеэви, чемпионом Европы 2012 года и бронзовым призером Олимпийских игр 2004 года, который был одним из фаворитов), он снялся с соревнований в последний момент. Власти Ирана заявили, что у него «серьезная инфекция пищеварительной системы». Перед Олимпиадой министр спорта Ирана Мохаммад Аббаси заявил, что «отказ от соревнований с сионистскими спортсменами является одной из ценностей и источников гордости иранского народа и его спортсменов».
На чемпионате Азии 2013 года в Бангкоке выиграл золотую медаль в весовой категории до 100 килограммов.
На Олимпийских играх 2016 года в Рио-де-Жанейро Махджуб выбыл из борьбы на стадии 1/16 финала, уступив Томе Никифорову из Бельгии. В Бразилии он ещё представлял Иран.
Махджуб бежал из Ирана и получил статус беженца в Канаде. Он был включён в олимпийскую сборную беженцев на летних Олимпийских играх 2020 года и выступил в категории до 100 килограммов. Он стал первым спортсменом-беженцем, одержавшим победу. Это случилось в поединке первого раунда против Йоханнеса Фрая из Германии. Но уже во втором раунде он встретился с олимпийским чемпионом Лукашем Крпалеком, которому уступил.